# Susanne Thaler
Susanne Thaler (* um 1943 in Wien; † im Januar 2013 in Berlin) war eine österreichische Bühnenbildnerin.

## Leben
Thaler war ursprünglich Pianistin und gab bis zu ihrem 14. Lebensjahr zahlreiche Konzerte. Nach der Hinwendung zur Malerei stellte sie ihre Werke in Wien und Paris aus. Gleichzeitig arbeitete sie für eine französische Schauspieltruppe. Nach der Matura studierte sie Bühnenbild an der Wiener Akademie der bildenden Künste.
Im Verlauf ihrer Karriere war sie für die namhaften Schauspiel- und Opernhäuser in Deutschland, Österreich, der Schweiz und den Niederlanden tätig. Seit 1976 arbeitete sie regelmäßig mit dem Regisseur Thomas Schulte-Michels zusammen. So schuf sie unter anderem 1980 das Bühnenbild für die umstrittene Inszenierung von Die Ermittlung an der Freien Volksbühne Berlin und 1991 für die Uraufführung von Luca Lombardis Oper Faust, un travestimento in Basel.